# Semana Universitária Mocoquense
A Semana Universitária Mocoquense (SUM) surgiu em 13 de abril de 1968, liderada por Antônio Naufel, até então, estudante de Medicina em Botucatu. A UMU tem como uma das suas finalidades promover a SUM - Semana Universitária Mocoquense. A ideia inicial era trazer para Mococa a efervescência cultural das Universidades e, dessa forma, unir os estudantes através do entretenimento, de discussões e da arte quando regressavam à cidade natal durante as férias.
No mesmo ano em que o Ato Institucional número 5 foi editado, legitimando a censura, cassação e repressão, surge esse movimento universitário em uma cidade do interior, fato de extrema importância dado o período histórico vivenciado. Nesse contexto, as duas primeiras edições da SUM contaram com palestras e peças de teatro, demonstrando seu vínculo com instituições acadêmicas.
Nesses 50 anos de história, podemos citar muitos nomes da arte (música, cinema, teatro, literatura) e política brasileira que estiveram presentes em algum momento da organização, como: Chico Buarque, Tom Zé, Djavan, Jorge Ben Jor, Titãs, Luiz Gonzaga, Gonzaguinha, Luiz Carlos Prestes, Lenine, Paulo Autran, João Bosco, Luiz Melodia, Sá e Guarabira, Paralamas do Sucesso, Lobão, Nando Reis, Alceu Valença, Biquini Cavadão, Skank,  dentre outros.
A SUM tem como objetivo principal levar o entretenimento e cultura para os universitários de Mococa, porém não realiza somente isso, durante seus anos de vida foi surgindo uma participação social da UMU na sociedade mocoquence, o que fez com que a SUM não seja feita somente de festas e shows, mas também durante ela são realizadas ações social na area de saúde, assistencialismo, ambiental entre outras, onde é possível que os universitários possam utilizar seus conhecimentos acadêmicos na sua cidade.